# Bač
Bač (ungarisch Bács; deutsch Batsch) ist eine Stadt in der Vojvodina in Serbien und Sitz der gleichnamigen Gemeinde. Nach der Volkszählung von 2002 gab es 6087 Einwohner. Bač ist 62 km von Novi Sad, 140 km von Belgrad und 120 km von Subotica entfernt.

## Geschichte

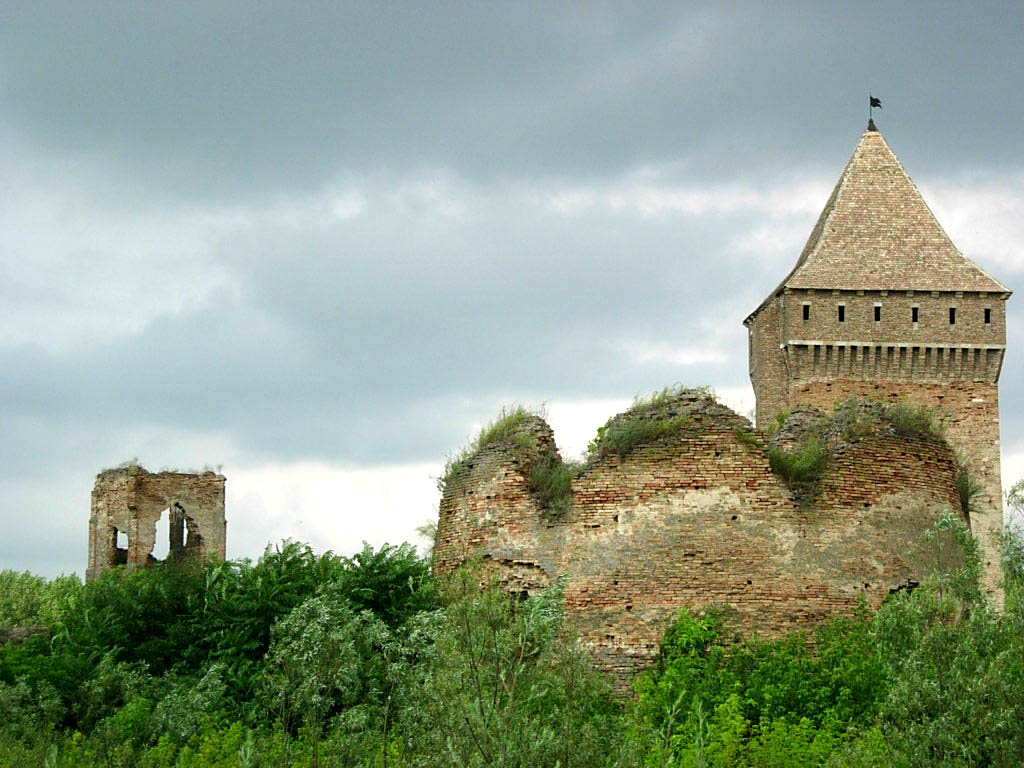
Blick auf die Festung Bač aus Süden

Bač ist eine der ältesten Städte der Provinz Vojvodina. Im 10. Jahrhundert gehörte die Region zum Königreich Ungarn. In 1085 wurde Bač durch König Ladislaus I zur Hauptstadt des neuen Erzbistums.
In 1145 schrieb der arabische Geograph Idrisi, Bač sei eine reiche Stadt mit vielen Händlern, Handwerkern und griechischen Gelehrten, womit orthodoxe Priester und Mönche gemeint waren. Durch Ugrin Csák wurde im frühen 13. Jahrhundert ein Krankenhaus errichtet, welches die erste Einrichtung dieser Art in Europa war.
Durch den ungarischen Kaiser Karl Robert I, welcher in der ersten Hälfte des 14. Jahrhunderts eine Festung in Bač baute, florierte die Stadt. Ab dem 15. Jahrhundert war die Festung eine der wichtigsten Wälle gegen die osmanischen Streitkräfte.
Während des Aufstands von Franz II. Rákóczi wurde die Festung von Bač durch Minen zerstört. Ab 1918 war es Teil des Königreichs Jugoslawien, während des 2. Weltkriegs wurde Bač von Ungarn besetzt.

## Demographie

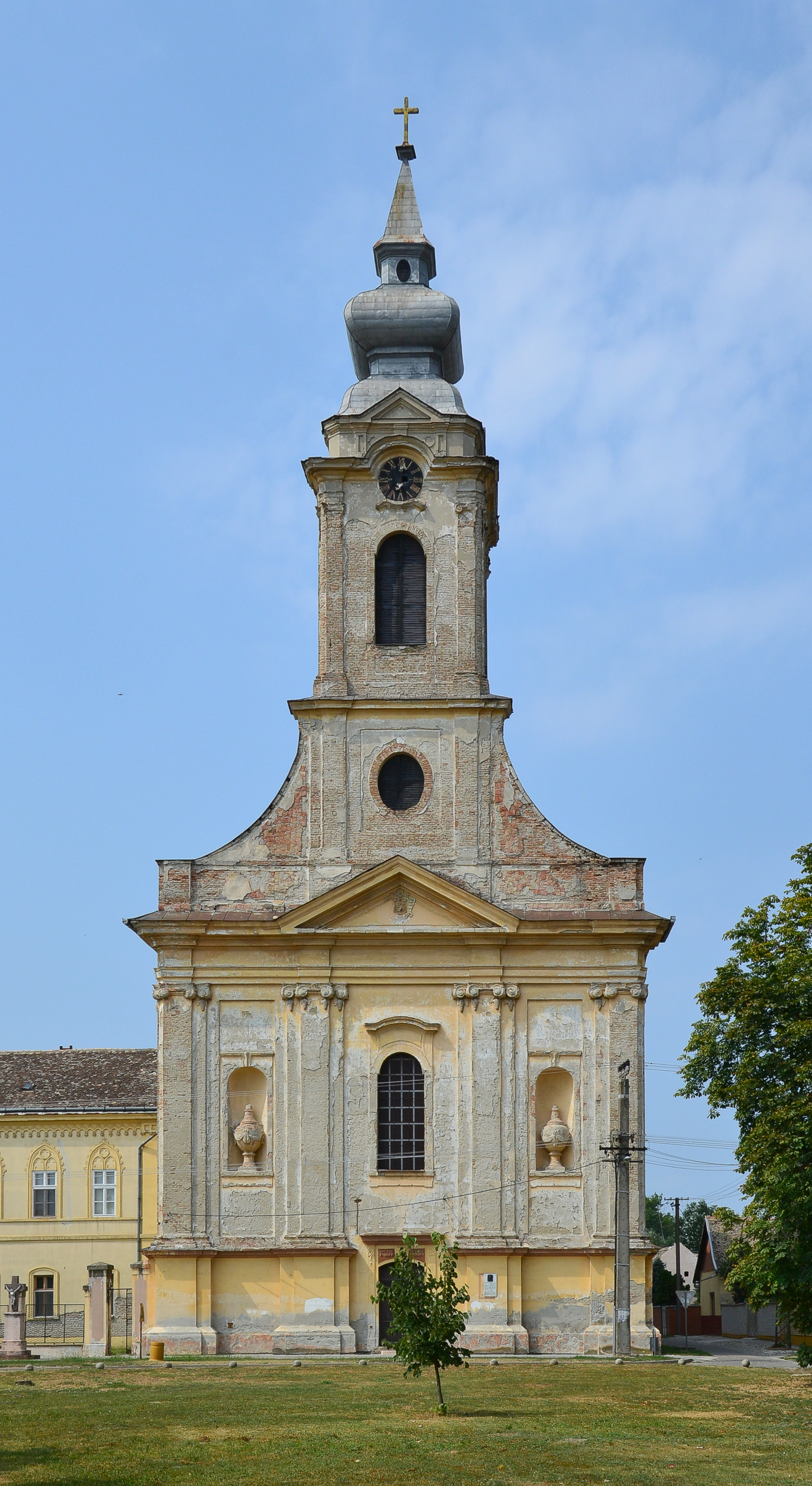
Katholische Kirche St. Paul in Bač

### Einwohner
In den letzten 50 Jahren sind die Einwohnerzahlen stetig geblieben. In 1961 lebten in Bač 6321 Einwohner, in 2013 6124.

#### Ethnische Zugehörigkeiten
In der Gemeinde Bač lebten in 2013 6750 (46,86 %) Serben, 2845 (19,75 %) Slowaken, 1209 (8,39 %) Kroaten, 958 (6,65 %) Ungarn, 764 (5,30 %) Roma und 304 (2,11 %) Rumänen. 1404 Personen haben andere Ethnie angegeben, oder es liegt keine Information vor.

### Sprachen
66 % der Einwohner sprachen als Muttersprache Serbisch. Weitere gesprochene Sprachen sind Slowakisch (20 %), Rumänisch (4 %), Ungarisch (3 %), Kroatisch (3 %) und Romanisch (2 %).

## Sehenswürdigkeiten
In Bač befindet sich die Festung Bač, das Bođani Kloster und Überreste eines Hamams. In 2017 wurde die Festung von über 6500 Personen besucht.

## Sonstiges

### Städtepartnerschaften
Bač hat Städtepartnerschaften mit Vlist (Niederlande), Vukovar (Kroatien) und Senica (Slowakei).

### Unternehmen
1994 wurde in Bač die monatlich erscheinende Zeitschrift Zvonik gegründet.

## Persönlichkeiten
- Sándor Csajághy (1810–1860), römisch-katholischer Geistlicher, Bischof von Csanád 1851–1860
- Anton Legler (1919–2011), Historiker
- Josef Kaiser (* 1954), Bildhauer, Maler, Zeichner und Münzdesigner